# پروانه‌ماهی زین‌دار
پروانه‌ماهی زین‌دار (نام علمی: Chaetodon ephippium) نام یک گونه از تیره پروانه‌ماهی است.